# Festival Las Casas Ahorcadas
El Festival Internacional de novela criminal Las Casas Ahorcadas,  es un festival de género negro que se celebra en Cuenca desde el año 2013. Dirigido por Sergio Vera Valencia y a iniciativa del Club de lectura Las Casas Ahorcadas, elegido mejor club de lectura de Castilla-La Mancha en 2016, es el único en su género promovido por lectores y para crear lectores.

## Participantes
En las diferentes ediciones del Festival han participado un gran número de escritores entre los que se destacan : Lorenzo Silva, Joe Álamo, Víctor del Árbol, Alexis Ravelo, Domingo Villar, Carlos Bassas, Carlos Augusto Casas,  Toni Hill, Bernard Minier, Aro Sáinz de la Maza,  Claudia Piñeiro, Arantza Portabales,Jota Linares, Manuel Rivas,Mikel Santiago,  César Pérez Gellida,Jerónimo Tristante, Jon Arretxe, Massimo Carlotto,Ibon Martín, Carlos Salem,Rosa Ribas,Carmen Mola, Juan Madrid, Pere Cervantes.

## Premios
- Premio Tormo Negro Masfarné otorgado al mejor libro leído por  los miembros del club Las Casas Ahorcadas durante el curso.
- Premio Bevilacqua dedicado a un autor con una dilatada trayectoria en el género negro.